# تپه روستای گوشه پل
تپه روستای گوشه پل مربوط به دوران پیش از تاریخ ایران باستان تا دوران‌های تاریخی پس از اسلام است و در شهرستان دورود، بخش مرکزی، روستای گوشه پل واقع شده و این اثر در تاریخ ۲۴ اسفند ۱۳۸۳ با شمارهٔ ثبت ۱۱۶۸۳ به‌عنوان یکی از آثار ملی ایران به ثبت رسیده است.